# Homalium betulifolium
Homalium betulifolium är en videväxtart som beskrevs av Albert Ulrich Däniker. Homalium betulifolium ingår i släktet Homalium och familjen videväxter. Inga underarter finns listade i Catalogue of Life.